# Anders Carlbergs minnespris
Anders Carlbergs minnespris är ett svenskt pris instiftat av Fryshuset och Anders Carlbergs minnesfond 2016 till minne av Anders Carlberg.
Genom priset önskar Fryshuset, som Carlberg grundade och var vd för, hålla minnet av hans gärning vid liv och uppmuntra andra till handlingar i hans anda. Minnespriset delas ut till personer som agerat i den solidariska andra som Carlberg stod för. Priset delas ut i november på Fryshuset.
Priset delas ut årligen i fyra kategorier: Årets påverkare, Årets revanschist, Årets unga förebild och Årets hederspris för livsgärning. Vid den första utdelningen, 2016, närvarande kung Carl XVI Gustaf.
Juryn ska bestå av minst åtta personer: Fryshusets VD; en ung person; en politiker; en andlig ledare; en representant från näringslivet; en idrottsprofil, en representant för kulturlivet och en medierepresentant.

## Pristagare

### Årets påverkare
Priset går till en offentlig person som i Anders Carlbergs anda använt sin röst i det offentliga rummet för att göra skillnad för en person eller grupp i utanförskap.
- 2016 – Laleh Pourkarim
- 2017 – Linnéa Claeson
- 2018 – Alexandra Pascalidou
- 2019 – Janne Andersson
- 2020 – Jason Diakité
- 2021 – Nicolas Lunabba
- 2022 – Sakariya Hirsi
- 2023 – Amat Levin[3]
- 2024 – Carin Götblad[4]

### Årets revanschist
Priset går till en person som trots motgångar, eller som saknat självklara förutsättningar för framgång, styrt sin energi i en positiv och samhällsnyttig riktning och som nu ger tillbaka till samhället i Anders Carlbergs anda.
- 2016 – Mohamed Abubaker
- 2017 – Babak Azarmi
- 2018 – Abel Abraham
- 2019 – Sherihan ”Cherrie” Hersi
- 2020 – Deqa Abukar och Amal Said
- 2021 – Khaddi Sagnia
- 2022 – Fatemeh Khavari
- 2023 – Loreen Talhaoui[3]
- 2024 – Zećira Mušović[4]

### Årets unga förebild
Priset går till en ung person som genom sitt agerande gjort skillnad för en eller flera unga, eller som har lyft fram en för unga viktig samhällsfråga, och därmed är en förebild i Anders Carlbergs anda. Detta pris delas ut som ett stipendium på 15 000 kronor avsedda för personlig utveckling.
- 2016 – Athir Albadri
- 2017 – Alejandro Sinisalo
- 2018 – Greta Thunberg
- 2019 – Hamza Mostafa
- 2020 – Ibbi Chune Jogestrand
- 2021 – Tousin "Tusse" Chiza
- 2022 – Hani Bilal
- 2023 – Sara-Elvira Kuhmunen[3]
- 2024 – Truls Möregårdh[4]

### Årets hederspris för livsgärning
Priset går till en person som ägnat sitt liv åt att lyfta viktiga samhällsfrågor och för att göra skillnad för människor eller grupper i utanförskap och som använt sin röst i det offentliga rummet för att ge tillbaka till samhället.
- 2017 – Emerich Roth
- 2018 – Hédi Fried
- 2019 – Margot Wallström
- 2020 – Gösta Vestlund (postumt)
- 2021 – Suzanne Osten
- 2022 – Antje Jackelén
- 2023 – Claes Hultling[3]
- 2024 – Gloria Ray Karlmark[4]